# Imhotep
|  | Aquest article tracta sobre l'arquitecte de la tercera dinastia. Si cerqueu el faraó de la dinastia VII o VIII, vegeu «Imhotep (faraó)». |

| M18 | m | R4 |

| M18 | m | R4 |

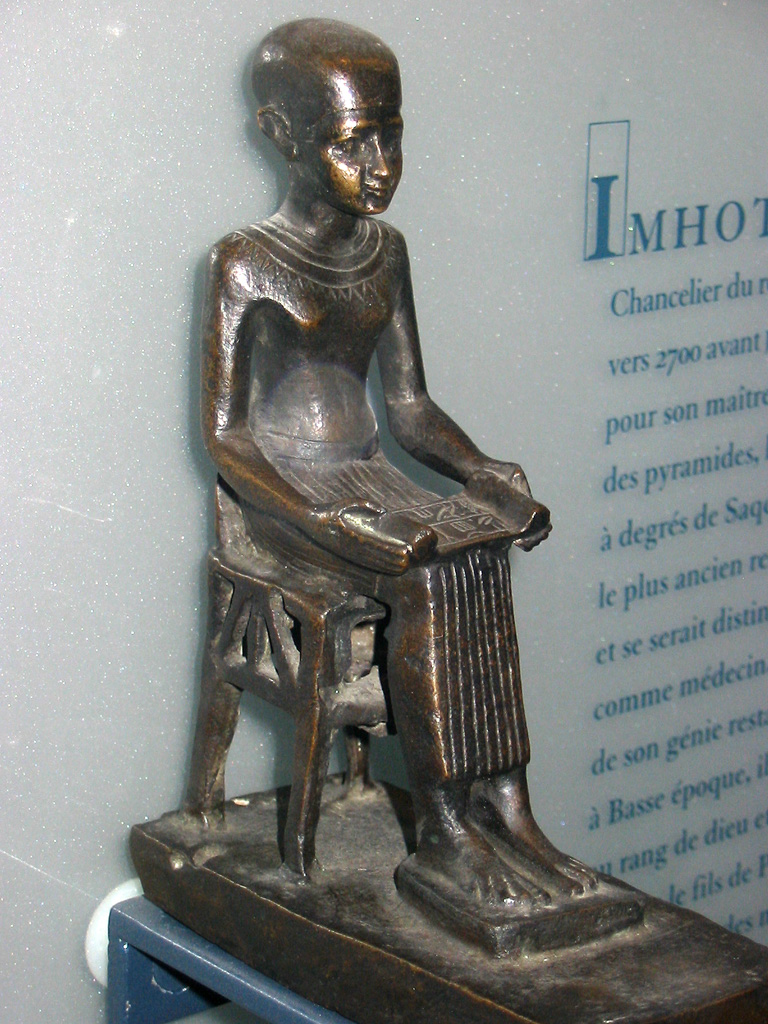
Estàtua d'Imhotep al Louvre

Imhotep en antic egipci ỉỉ-m-ḥtp (qui) ve en pau; (aprox. 2690 - 2610 a. C.) fou un alt oficial (djati del faraó Djoser i gran sacerdot de Ptah), savi polímota, inventor, matemàtic, astrònom, metge i el primer enginyer i arquitecte de nom conegut a la història.
Va viure a Egipte durant la tercera dinastia. Alguns suposen que fou fill de Djoser, d'altres el fan originari del poble i va arribar a gran sacerdot d'Heliòpolis, capital religiosa d'Egipte, i sacerdot lector per mèrits propis i després fou el metge i arquitecte del faraó; i d'altres diuen que fou fill de Kanofer, que ja va ser un alt funcionari del faraó. Es dedueix d'algunes inscripcions i de les restes arqueològiques que va exercir les mateixes funcions en el regnat dels successors de Djoser.
La seva màxima obra fou la piràmide esglaonada de Djoser, la primera piràmide d'Egipte, dins del complex funerari que va bastir per a aquest faraó i que comprenia, a més a més, temples, pavellons, corredors i galeries, capelles, sales i magatzems.
És el primer metge conegut de la història. Va documentar centenars de malalties i uns quants dels tractaments que proposava encara són efectius en l'actualitat. Els seus tractats de medicina constitueixen la primera temptativa d'allunyar de la superstició la pràctica mèdica.
Fou deïficat durant l'Imperi nou com a patró dels escribes i fou identificat com a Nefertum, fill de Ptah, i més tard se'l va declarar fill de Ptah i de Nut (Sekhmet) i se'l va associar a Thot, i fou patró de la saviesa i de la medicina. Els grecs el van identificar amb Asclepi. Els ptolomeus li van aixecar un temple a Files i un altre a Deir al-Madinah. En temps dels romans, encara hi ha inscripcions del seu culte en temples d'Egipte (el seu culte estava centrat a Memfis i Tebes).

## Historicitat
La historicitat d'Imhotep està confirmada per dues inscripcions contemporànies fetes durant la seva vida a la base o pedestal d'una de les estàtues de Djoser (Cairo JE 49889) i també per un graffito al mur de tancament que envolta la piràmide esglaonada inacabada de Sekhemkhet. Aquesta darrera inscripció suggereix que Imhotep va sobreviure a Djoser uns quants anys i va continuar servint en la construcció de la piràmide del faraó Sekhemkhet, que va ser abandonada a causa del breu regnat d'aquest governant.

## Deificació

### Déu de la medicina
Dos mil anys després de la seva mort, l'estatus d'Imhotep s'havia elevat a la de déu de la medicina i la curació. Finalment, Imhotep va ser equiparat a Tot, el déu de l'arquitectura, les matemàtiques i la medicina, i patró dels escribes: el culte d'Imhotep es va fusionar amb el del seu mateix déu tutelar. És l'autor del papir Edwin Smith sobre curacions, malalties i observacions anatòmiques (encara que aquest text probablement va ser escrit al voltant del 1700 aC., amb afegits d'altres metges). És a dir, una combinació de ritus, pràctiques quirúrgiques i un extens vademècum farmacològic. També es registren uns quants intents de racionalització, com els que s'aprecien al papir Smith, que descriu 48 casos clínics sense esmentar causes ni tractaments màgics i aportant un enfocament racional sobre el tractament de certes malalties i les ferides. En aquest text Imhotep recomana l'ús de bafs de opiacis com a anestèsic. Descriu observacions anatòmiques, l'examen, el diagnòstic, el tractament i el pronòstic de nombroses ferides amb tot detall. Els tractaments són racionals, i en un sol cas es recorre a remeis màgics. El papir conté les primeres descripcions de sutures cranials, de la meninge, la superfície externa del cervell, del líquid cefalorraquidi, i de les pulsacions intracranianes. Segons un gravat d'una llosa sepulcral a Saqqara, Imhotep preconitzava l'aplicació de pressió a les artèries caròtides per calmar el mal de cap, en disminuir el flux de sang al cervell. Imhotep afirmava que el pols arterial era un índex del cor i de les condicions del malalt.
Va ser venerat a la regió de Tebes com el germà d’Amenhotep, fill d'Hapu, un altre arquitecte divinitzat, als temples dedicats a Thoth. A causa de la seva associació amb la salut, els grecs van equiparar Imhotep amb Asclepi, el seu mateix déu de la salut que també era un mortal divinitzat.
Segons el mite, la mare d'Imhotep era una mortal anomenada Kheredu-ankh, ella també va ser finalment venerada com a semi-deessa com la filla de Banebdjedet. Alternativament, com que Imhotep era conegut com el fill de Ptah, de vegades es deia que la seva mare era Sekhmet, la patrona de l'Alt Egipte la consort del qual era Ptah.

### Període post-Alexandre
L’estela de la fam de l'Alt Egipte, que data del període ptolemaic (305–30 aC), porta una inscripció que conté una llegenda sobre una fam que va durar set anys durant el regnat de Djoser. Se li atribueix a Imhotep haver estat fonamental per acabar-hi. Un dels seus sacerdots va explicar la connexió entre el déu Cnum i la pujada del Nil al faraó, que llavors va tenir un somni en què el déu del Nil li va parlar, prometent acabar amb la sequera.
Un papir demòtic del temple de Tebtunis, que data del segle II aC, conserva una llarga història sobre Imhotep. El faraó Djoser té un paper destacat a la història, que també esmenta la família d'Imhotep; el seu pare el déu Ptah, la seva mare Khereduankh i la seva germana petita Renpetneferet. En un moment Djoser desitja Renpetneferet, i Imhotep es disfressa i intenta rescatar-la. El text també fa referència a la tomba reial de Djoser. Part de la llegenda inclou una batalla anacrònica entre l'Antic Imperi i els exèrcits assiris on Imhotep lluita contra una bruixa assiria en un duel de màgia.
Com a instigador de la cultura egípcia, la imatge idealitzada d'Imhotep va perdurar fins ben entrat el període romà. En l'època ptolemaica, el sacerdot i historiador egipci Manetó li va atribuir l'invent del mètode d'un edifici vestit de pedra durant el regnat de Djoser, encara que no va ser el primer a construir realment amb pedra. Els murs de pedra, el sòl, les llindes i els brancals havien aparegut esporàdicament durant el període arcaic, tot i que és cert que mai abans s'havia construït un edifici de la mida de la piràmide esglaonada totalment de pedra. Abans de Djoser, els reis eren enterrats a les tombes de mastaba.

### Medicina
L'egiptòleg James Peter Allen afirma que «Els grecs el van equiparar amb el seu mateix déu de la medicina, Asclepi, encara que irònicament, no hi ha proves que el mateix Imhotep fos un metge».
A la seva biografia del càncer, guanyadora del premi Pulitzer, L'emperador de totes les malalties, Siddhartha Mukherjee cita a Imhotep el diagnòstic escrit de càncer més antic identificat. Malauradament, la teràpia que Imhotep li va prescriure lacònicament seria igualment reconeixible durant mil·lennis: «No n'hi ha cap».

## Inscripció trobada al temple de Karnak
|  |

|  |

|  |

|  |

|  |

|  |

|  |

|  |

|  |

|  |

|  |

|  |

|  |

|  |

|  |

|  |

| « | Et saludo estimada divinitat Imhotep, fill de Ptah! (...) Els homes t'aplaudeixen i les dones t'adoren. Tots exalten la teva bondat perquè els guareixis (..) Et porten ofrenes i regals. Et profereixen lloances (..) Que ingereixis cervesa amb els teus germans els vells déus, i alimenta després els esperits rectes". Inscripció trobada al temple de Karnak. | » |

## En la cultura popular

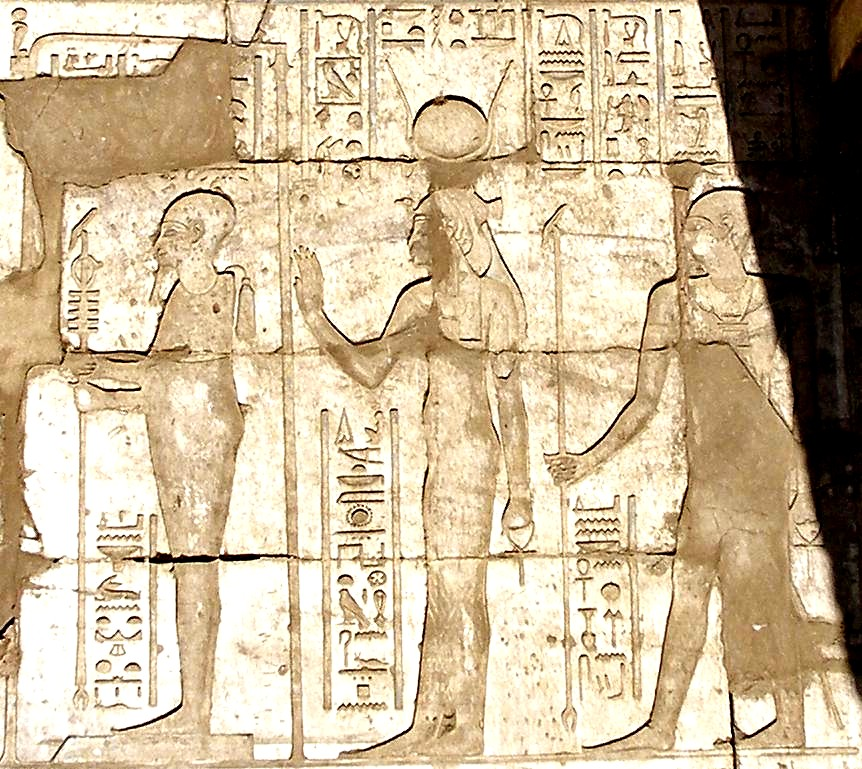
Representació de Ptah, Hathor i Imhotep a Karnak.
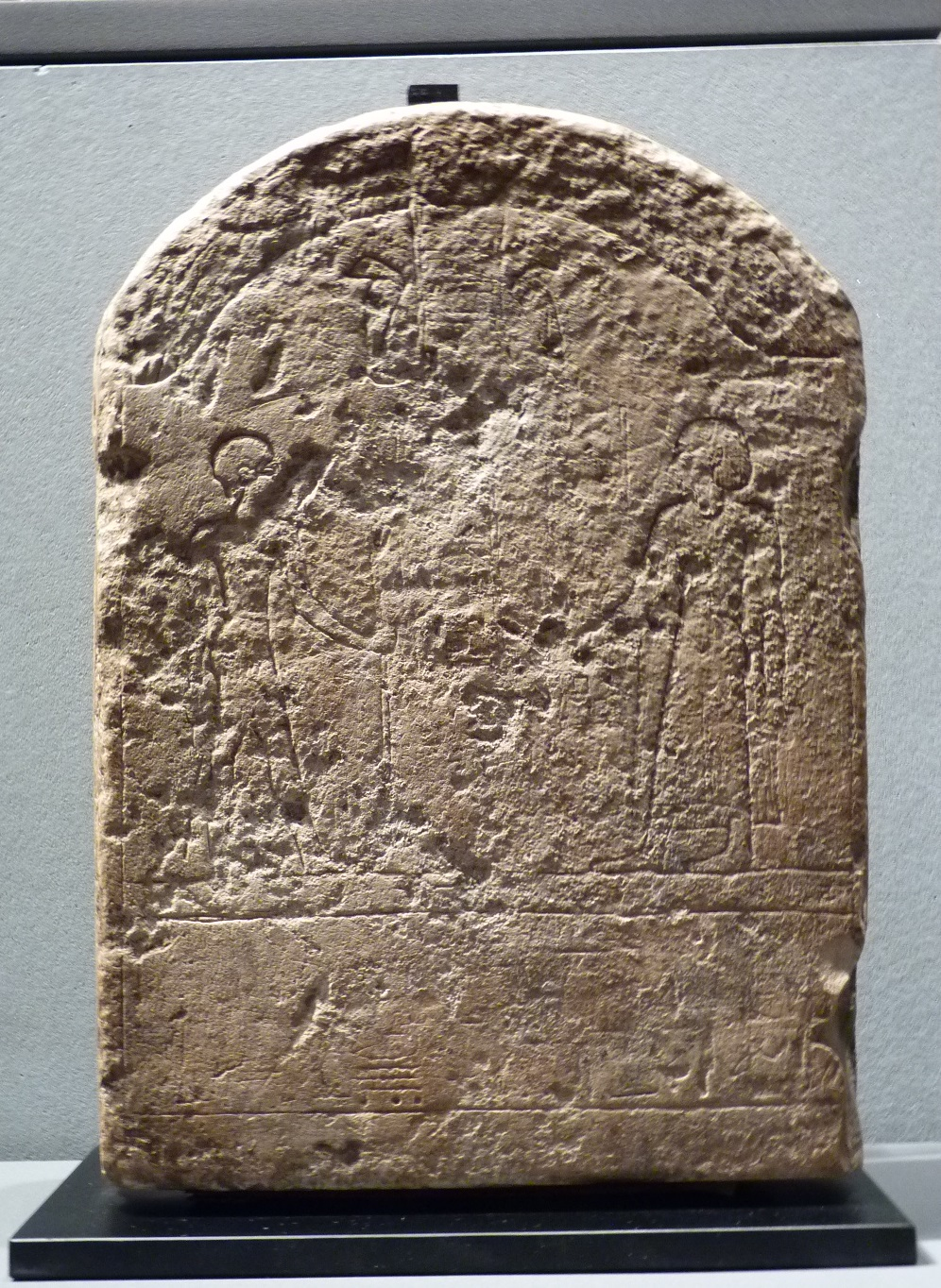
Estela que representa a Imhotep i Amenhotep III que data del siglo II.
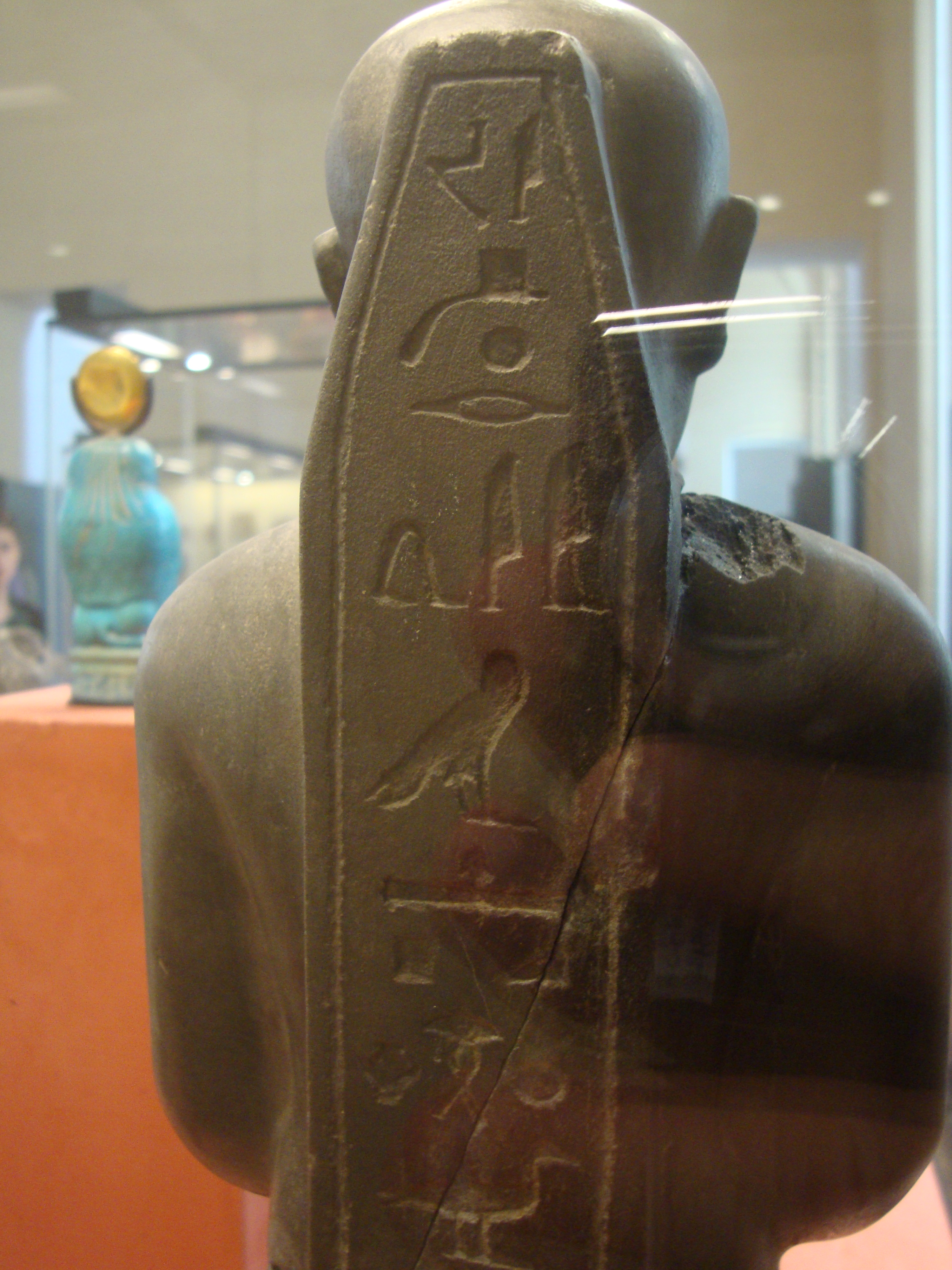
Inscripció al revers d'una de les tres estàtues d'Imhotep publicades al Museu del Louvre.
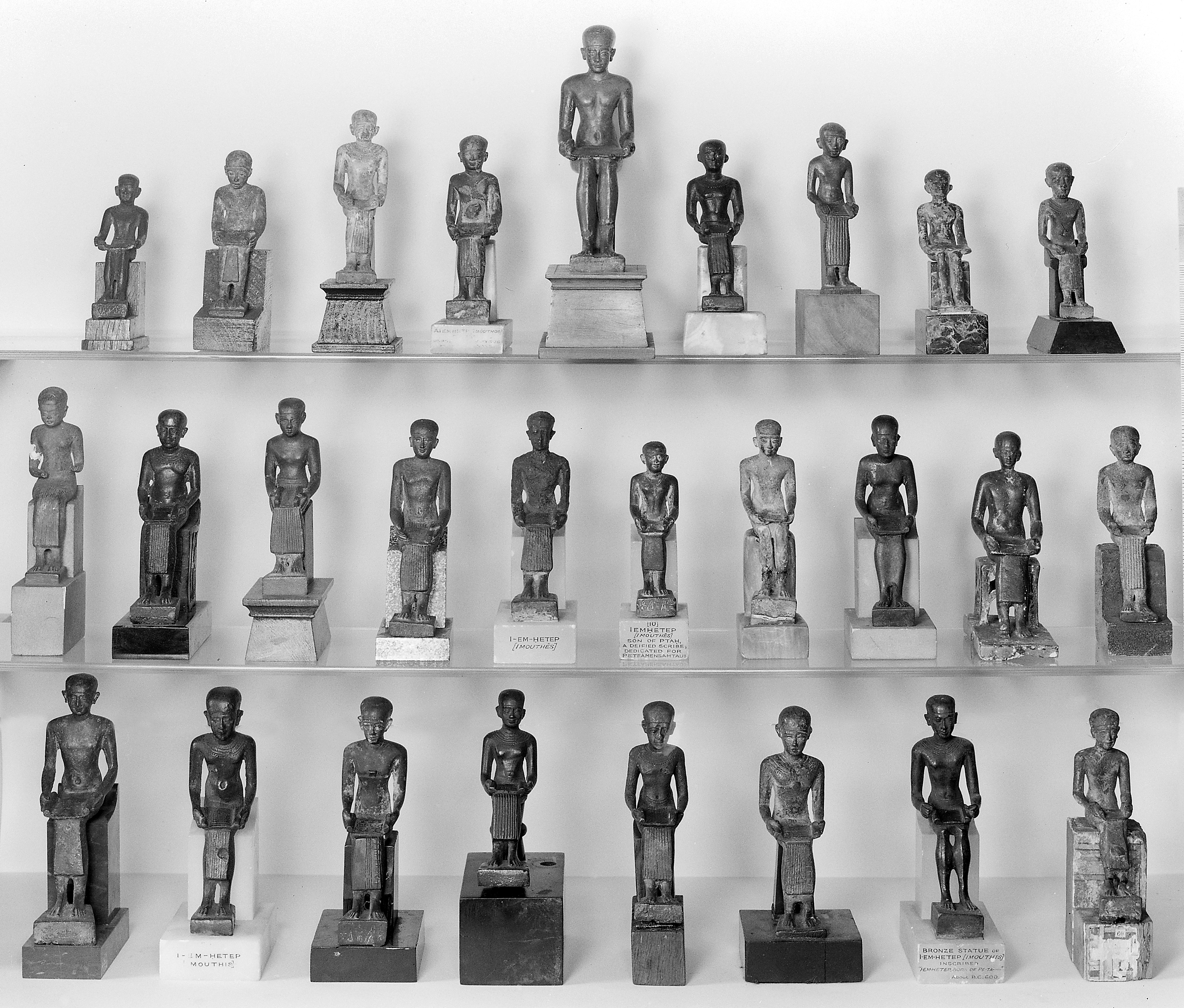
Col·lecció de petites figures d'Imhotep.

- Imhotep és el personatge principal antagònic de la pel·lícula d'Universal de 1932 The Mummy[15] i el seu remake de 1999, juntament amb una seqüela del remake.[16]
- Imhotep també va ser retratat al programa de televisió Stargate SG-1 com un déu fals i un alienígena conegut com a Goa'uld.
- Imhotep és el nom del sacerdot de la novel·la Death Comes as the End, d'Agatha Christie.
- Imhotep és el protagonista de Lladres de l'Atlántida, primera novel·la de José Ángel Muriel.
- Imhotep es la deidad adorada por los enemigos del joven Sherlock Holmes a la pel·lícula El secret de la piràmide.
- Imhotep apareix al videojoc Faraó, on es demana al jugador que construeixi la seva piràmide escalonada.
- Imhotep va aparèixer al popular joc estratègic Imperivm III: Las grandes batallas de Roma, com un dels herois egipcis.
- Imhotep apareix al popular joc Titan Quest, com un dels personatges de la missió a Egipte.
- La banda estatunidenca de thrash metal Iced Earth va compondre una cançó anomenada Imhotep (The Pharaoh's Curse), inclosa al sisè àlbum Horror Show.
- La banda de rock xilena Chancho en Piedra va compondre una cançó anomenada Imhotep en el seu àlbum Desde el batiscafo; La literatura no té res a veure amb la polímata.
- És el pare de les nines\personatges Cleo de Nile i Nefera de Nile de Monster High, de Mattel.
- Imhotep és el nom de la cinquena pista de La Chambre D'Echo - Where the dead Birds sing  de l'estudi del grup de darkwave gothic alemany Sopor Aeternus i el conjunt de les ombres.
- Imhotep és el nom del segon àlbum de David Valdés, música heavy sol instrumental.[17]
- Imhotep és el protagonista del manga japonès En el gran sacerdot Imhotep.